# Штекзе
Штекзе (нім. Stöckse) — громада в Німеччині, розташована в землі Нижня Саксонія. Входить до складу району Нінбург. Складова частина об'єднання громад Штаймбке.
Площа — 38,57 км2. Населення становить 1231 ос. (станом на 31 грудня 2021).